# آفند ۲۰۲۲ دونتسک
آفند۲۰۲۲ دونتسک یک آفند موشکی در مرکز دونتسک اوکراین در جریان تهاجم روسیه به اوکراین در سال ۲۰۲۲ بود که به ادعای مقامات جمهوری خلق دونتسک توسط نیروهای اوکراینی انجام شده‌است اما اوکراین آن را رد می‌کند. این آفند در حدود ساعت ۱۱:۳۱ به زمان محلی در ۱۴ مارس ۲۰۲۲ رخ داد که خیابان دانشگاه یونیورسیتسکایا و خیابان آرتیوما در مرکز دونتسک هدف قرار داده شدند. اوکراین گفت این موشک توسط پدافند هوایی سرنگون شده‌است. نخستین اطلاعات ارائه شده توسط مقامات اوکراین نشانگر آن است که در این آفند ۲۰ غیرنظامی کشته و ۹ نفر زخمی شدند. این آمار سپس به ۲۳ کشته و ۲۸ زخمی تغییر پیدا کرد.

## تاریخ
مقامات اوکراینی انجام این حمله را رد کردند. لئونید ماتیوخین، سخنگوی ارتش اوکراین گفت که این موشک که کلاهک جنگی جابه‌جا می‌کرد، در واقع یک موشک روسی بوده‌است. مقامات جمهوری دموکراتیک روسیه گفتند که این حمله توسط سامانه موشکی تاکتیکی توچکا-یو مورد استفاده نیروهای اوکراینی انجام شده‌است که توسط نیروهای مسلح اوکراینسرنگون شده‌است.
یک تحلیلگر از تیم اطلاعاتی کانفلیکت، یک سازمان ناوابسته پژوهشی، در مصاحبه ای گفت که به نظر می‌رسد این موشک از قلمرو تحت کنترل روسیه بلند شده. او سرنگونی موشک توسط سامانه پدافندی را رد کرد.

## نگارخانه

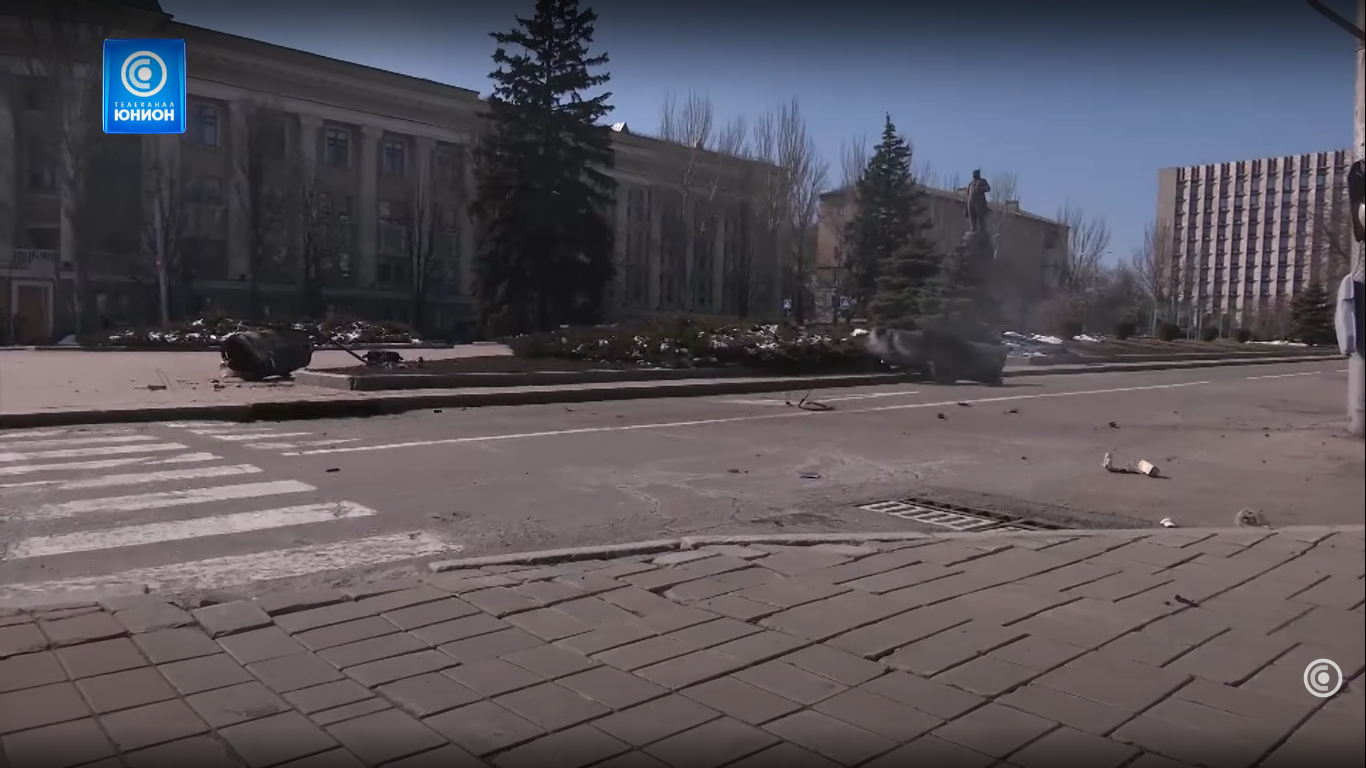
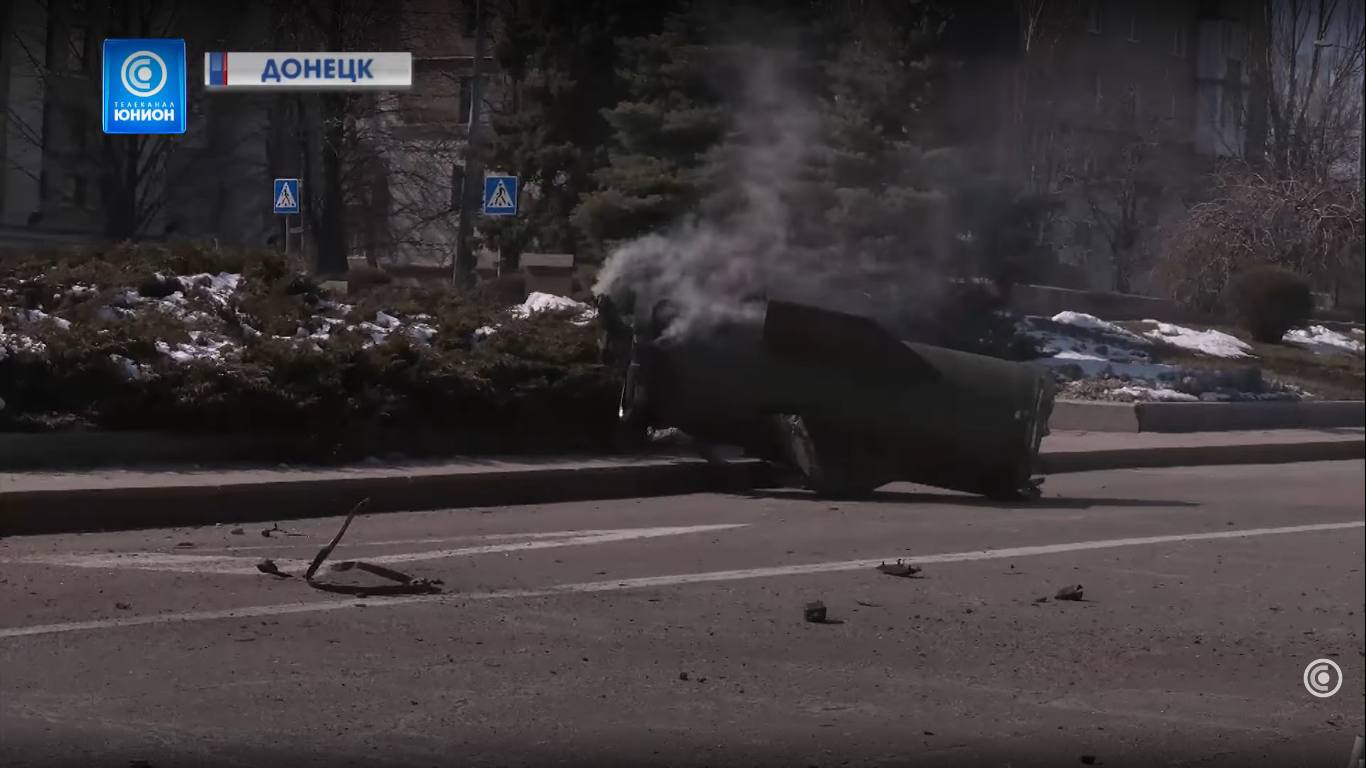
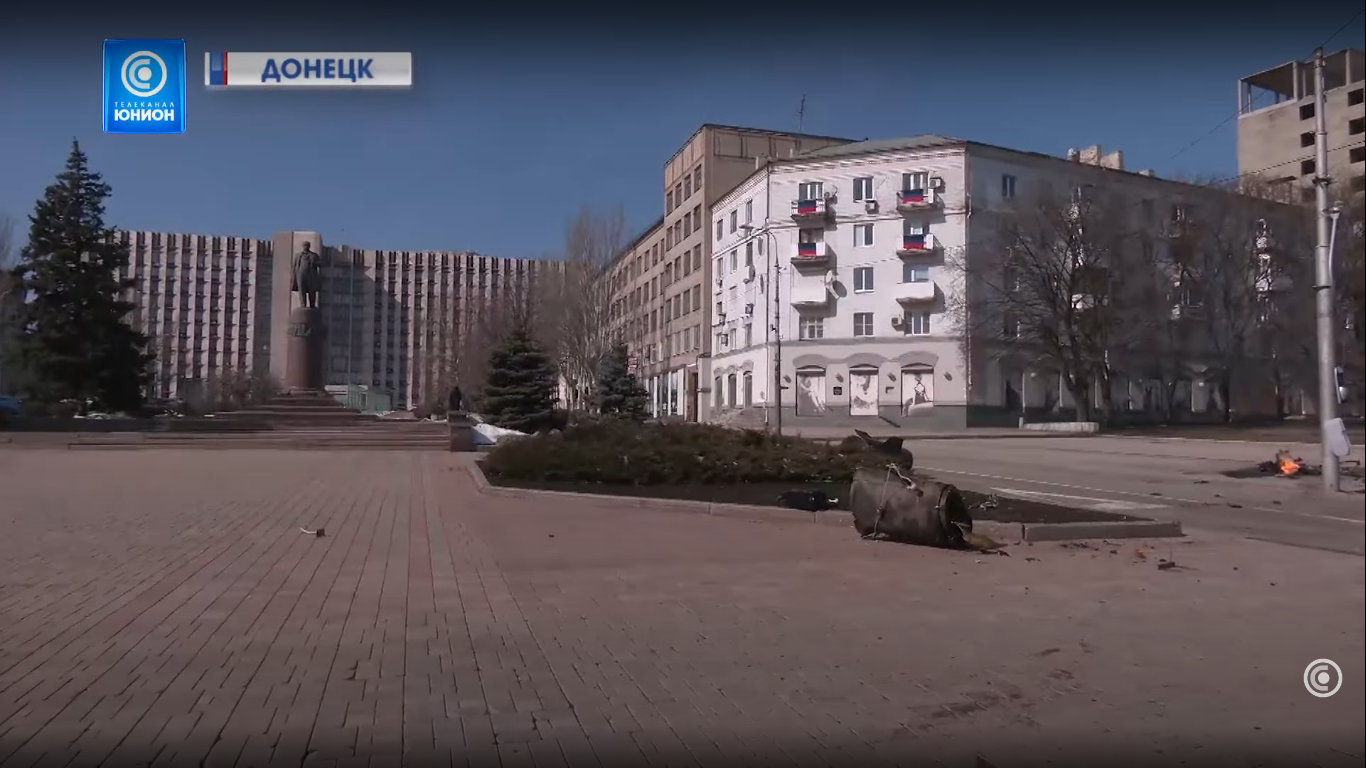
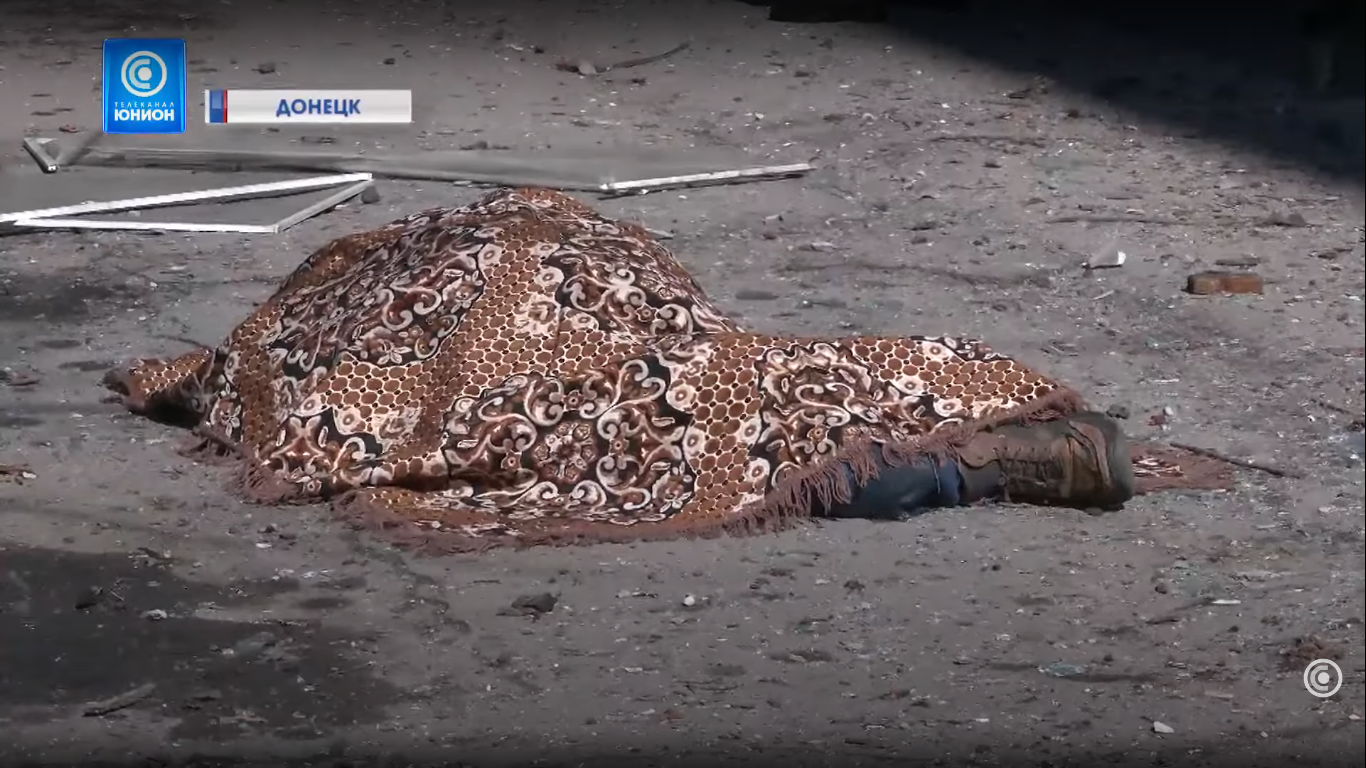
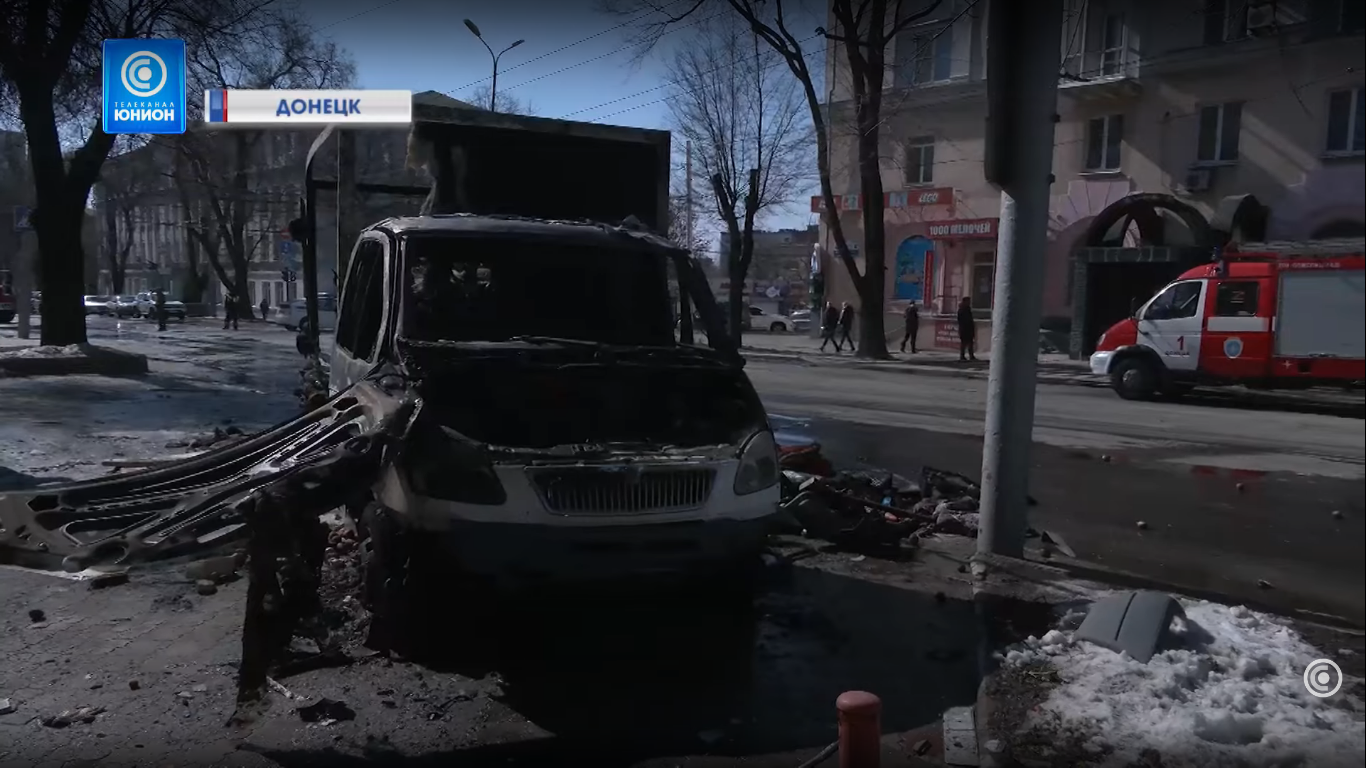
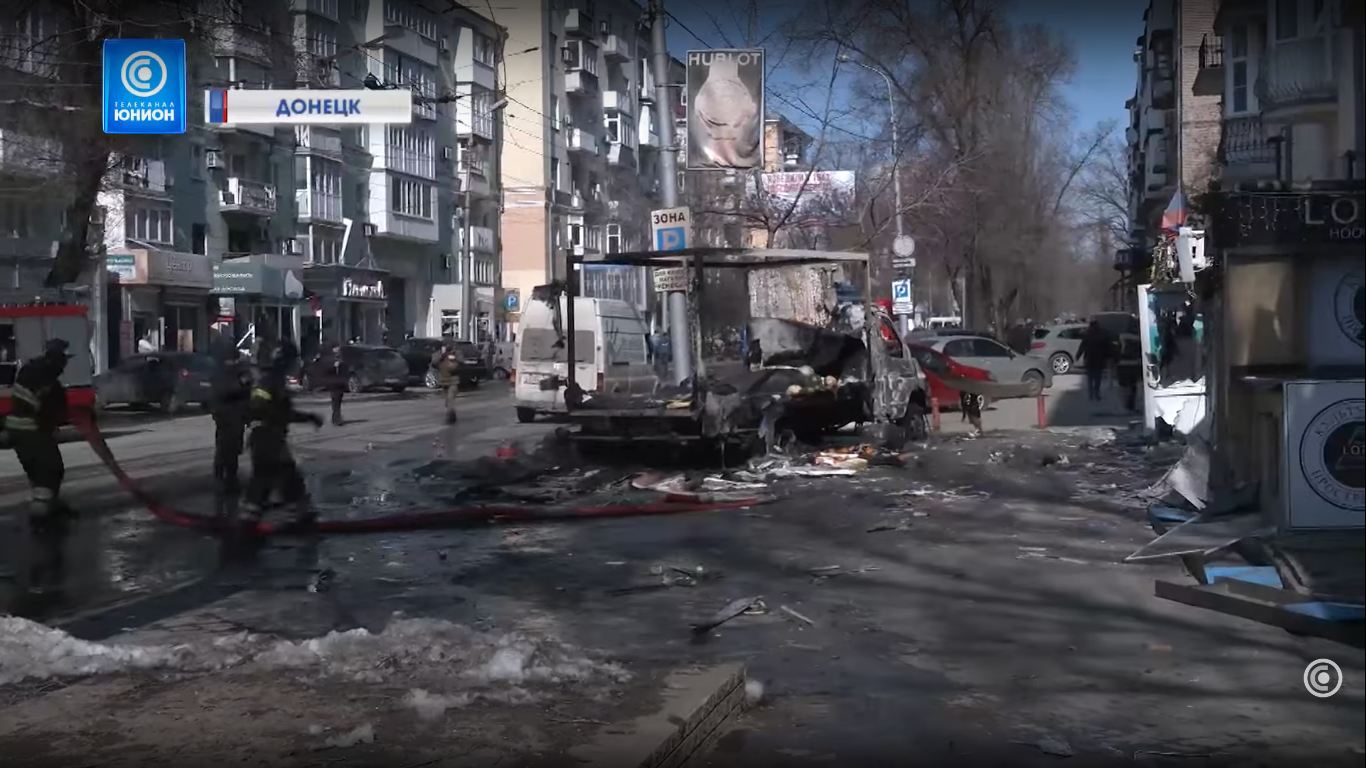
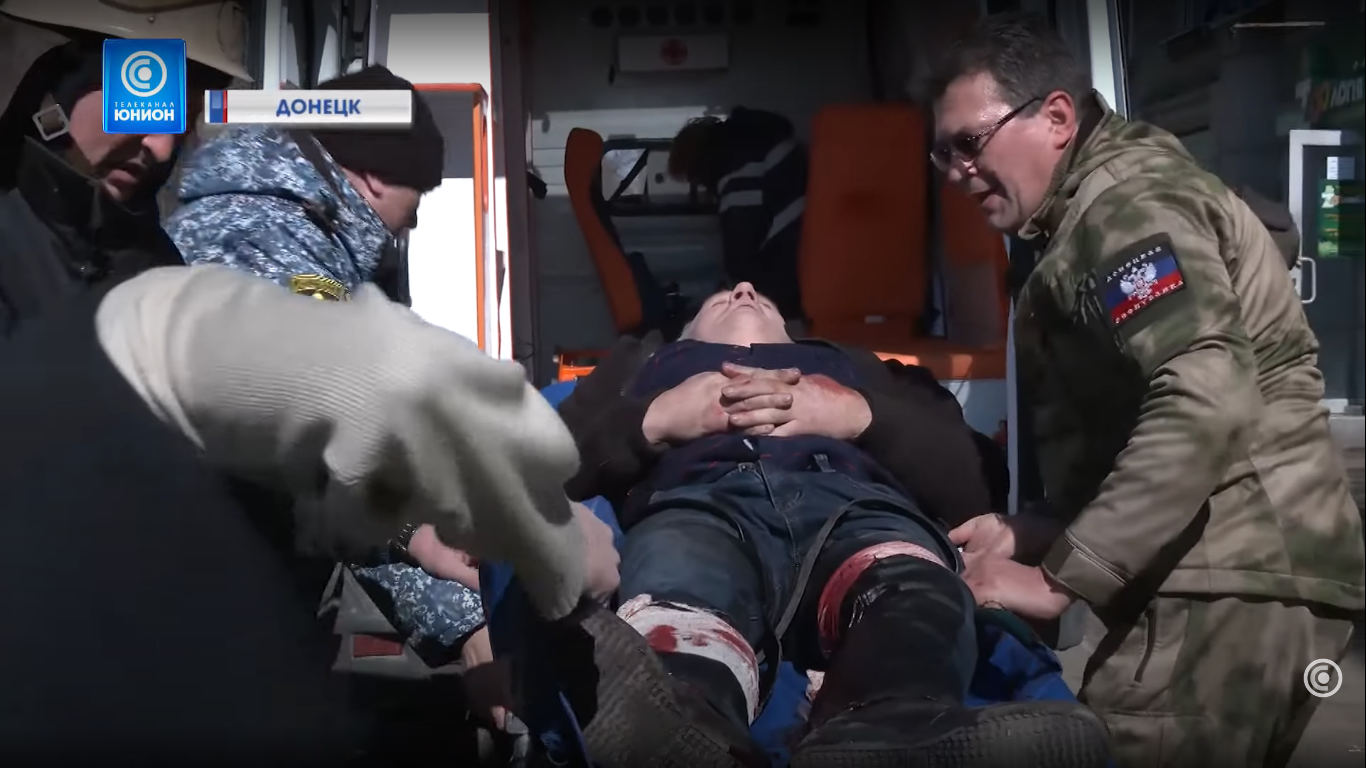